# Acquanegra Cremonese
Acquanegra Cremonese (lombardul: Cuanégra) település Olaszországban, Lombardia régióban, Cremona megyében. Lakosainak száma 1120 fő (2023. január 1.). Acquanegra Cremonese Grumello Cremonese ed Uniti, Sesto ed Uniti, Spinadesco és Crotta d’Adda községekkel határos.

## Népesség
A település népességének változása:
| Lakosok száma | 1238 | 1181 | 1179 | 1120 |
|               | 2013 | 2017 | 2018 | 2023 |